# Zajączkowo (województwo podlaskie)
Zajączkowo – wieś w Polsce położona w województwie podlaskim, w powiecie suwalskim, w gminie Bakałarzewo.
W latach 1975–1998 miejscowość należała administracyjnie do województwa suwalskiego.
W 1827 roku znajdowało się tu 19 domów 114 mieszkańców. Wieś należała do parafii bakałarzewskiej. W 1891 roku obszar miejscowości Zajączkowo obejmował łącznie 592 morgi. 
Wierni kościoła rzymskokatolickiego należą do parafii Matki Bożej Częstochowskiej w Żylinach.

## Części wsi
| SIMC    | Nazwa          | Rodzaj    |
| ------- | -------------- | --------- |
| 1012910 | Konstantynówka | część wsi |

## Obiekty zabytkowe
- cmentarz wojenny z I wojny światowej, nr rej.:777 z 14.03.1990[9].